# 小行星7184
小行星7184（英語：7184）是一颗围绕太阳公转的小行星。1991年9月11日，亨利·E·霍爾特在帕洛马山发现了此天体。
这颗小行星的绝对星等为274.6226809559612等。